# Paradromulia uniformis
Paradromulia uniformis là một loài bướm đêm trong họ Geometridae.